# Leichtathletik-Halleneuropameisterschaften 2013
| Medaillenspiegel (Endstand nach 26 Entscheidungen) | Medaillenspiegel (Endstand nach 26 Entscheidungen) | Medaillenspiegel (Endstand nach 26 Entscheidungen) | Medaillenspiegel (Endstand nach 26 Entscheidungen) | Medaillenspiegel (Endstand nach 26 Entscheidungen) | Medaillenspiegel (Endstand nach 26 Entscheidungen) |
| Platz                                              | Nation                                             | Gold                                               | Silber                                             | Bronze                                             | Gesamt                                             |
| -------------------------------------------------- | -------------------------------------------------- | -------------------------------------------------- | -------------------------------------------------- | -------------------------------------------------- | -------------------------------------------------- |
| 01                                                 | Russland                                           | 4                                                  | 7                                                  | 3                                                  | 14                                                 |
| 02                                                 | Großbritannien & NI                                | 4                                                  | 3                                                  | 1                                                  | 8                                                  |
| 03                                                 | Frankreich                                         | 4                                                  | 2                                                  | 3                                                  | 9                                                  |
| 04                                                 | Ukraine                                            | 3                                                  | 0                                                  | 1                                                  | 4                                                  |
| 05                                                 | Spanien                                            | 1                                                  | 3                                                  | 0                                                  | 4                                                  |
| 06                                                 | Schweden                                           | 1                                                  | 2                                                  | 3                                                  | 6                                                  |
| 07                                                 | Deutschland                                        | 1                                                  | 2                                                  | 2                                                  | 5                                                  |
| 08                                                 | Italien                                            | 1                                                  | 1                                                  | 4                                                  | 6                                                  |
| 09                                                 | Polen                                              | 1                                                  | 1                                                  | 1                                                  | 3                                                  |
| 10                                                 | Türkei                                             | 1                                                  | 1                                                  | 0                                                  | 2                                                  |
| ...                                                |                                                    |                                                    |                                                    |                                                    |                                                    |
| Gesamt                                             | Gesamt                                             | 26                                                 | 26                                                 | 26                                                 | 78                                                 |
| Vollständiger Medaillenspiegel                     |                                                    |                                                    |                                                    |                                                    |                                                    |

Die 32. Leichtathletik-Halleneuropameisterschaften wurden vom 1. bis 3. März 2013 im Scandinavium in Göteborg ausgetragen. Damit fand die Veranstaltung zum insgesamt vierten Mal auf schwedischen Boden statt und zum dritten Mal in Göteborg.

## Bewerbungen um den Austragungsort

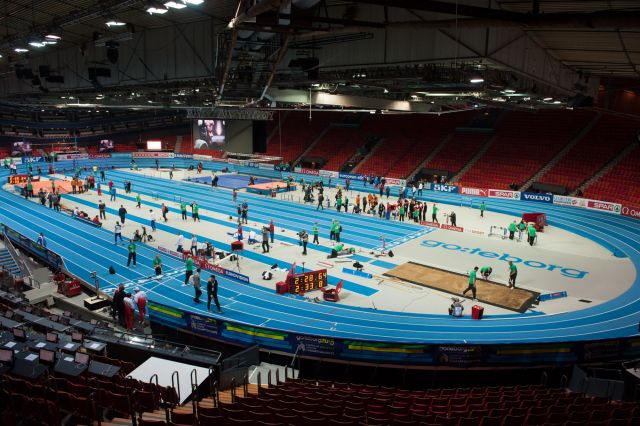
Das Scandinavium

Göteborg hatte sich ursprünglich um die Austragung der Leichtathletik-Halleneuropameisterschaften 2011 beworben. Nachdem diese jedoch an Paris vergeben wurde, erhielt Göteborg stattdessen den Zuschlag für 2013.
Das Scandinavium war bereits Austragungsstätte der Leichtathletik-Halleneuropameisterschaften 1974 und 1984 sowie zahlreicher weiterer internationaler Meisterschaften in anderen Sportarten wie Eishockey und Handball. Die Stadt Göteborg war darüber hinaus in der Vergangenheit Gastgeber weiterer Großereignisse der Leichtathletik, darunter der Leichtathletik-Weltmeisterschaften 1995 und der Leichtathletik-Europameisterschaften 2006.

## Teilnehmer
Insgesamt nahmen 578 Athleten und Athletinnen aus 47 Ländern an den Wettbewerben teil.

## Ergebnisse Männer

### 60 m
| Platz | Athlet                 | Land | Zeit (s) |
| ----- | ---------------------- | ---- | -------- |
| 1     | Jimmy Vicaut           | FRA  | 6,48     |
| 2     | James Dasaolu          | GBR  | 6,48     |
| 3     | Michael Tumi           | ITA  | 6,52     |
| 4     | Jaysuma Saidy Ndure    | NOR  | 6,61     |
| 5     | Odain Rose             | SWE  | 6,62     |
| 6     | Julian Reus            | GER  | 6,62     |
| 7     | Harry Aikines-Aryeetey | GBR  | 6,63     |
| 8     | Emmanuel Biron         | FRA  | 6,63     |

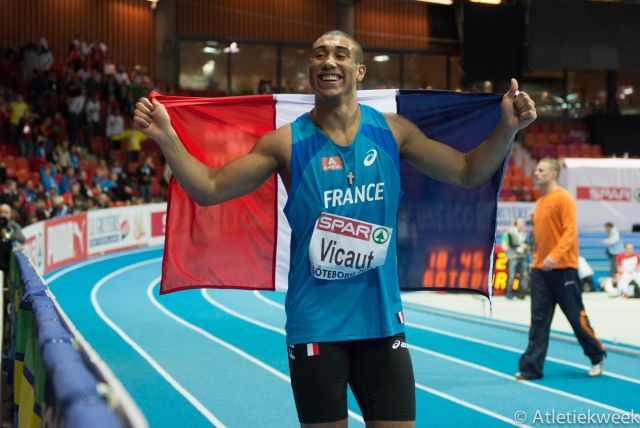
Jimmy Vicaut bei der Siegerrunde.

Weitere Teilnehmer aus deutschsprachigen Ländern:

Platz 12  Rolf Fongue: Im Halbfinale mit 6,75 s ausgeschieden.

### 400 m
| Platz | Athlet            | Land | Zeit (s) |
| ----- | ----------------- | ---- | -------- |
| 1     | Pavel Maslák      | CZE  | 45,66    |
| 2     | Nigel Levine      | GBR  | 46,21    |
| 3     | Pawel Trenichin   | RUS  | 46,70    |
| 4     | Wolodymyr Burakow | UKR  | 46,79    |
| 5     | Michael Bingham   | GBR  | 46,81    |
| 6     | Richard Strachan  | GBR  | 47,02    |

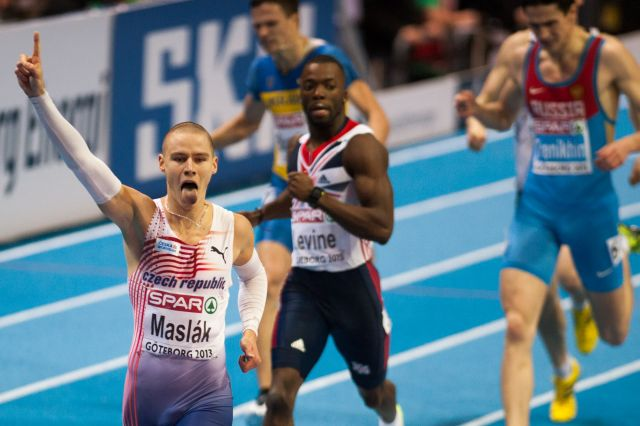
Pavel Maslák gewinnt den 400-Meter-Lauf

Pawel Trenichin war als Dritter ins Ziel eingelaufen, wurde aber später disqualifiziert, da er bei einem Strauchler die Bahn verlassen hatte. Ein Protest hob die Disqualifikation später auf.

### 800 m
| Platz | Athlet             | Land | Zeit (min) |
| ----- | ------------------ | ---- | ---------- |
| 1     | Adam Kszczot       | POL  | 1:48,69    |
| 2     | Kevin López        | ESP  | 1:49,31    |
| 3     | Mukhtar Mohammed   | GBR  | 1:49,60    |
| 4     | Anis Ananenka      | BLR  | 1:49,61    |
| 5     | Taras Bybyk        | UKR  | 1:50,38    |
| 6     | Luis Alberto Marco | ESP  | 1:51,69    |

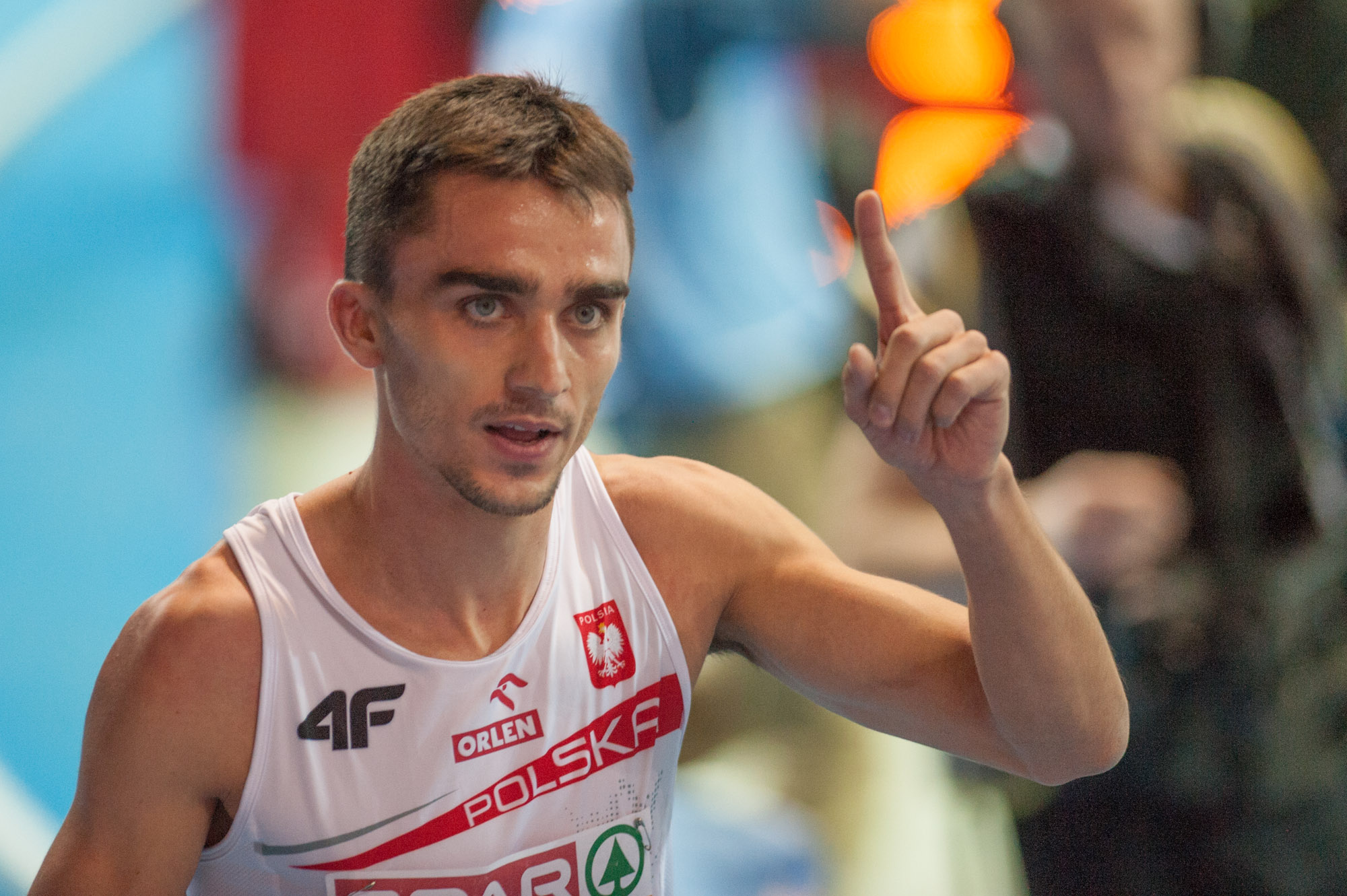
Adam Kszczot

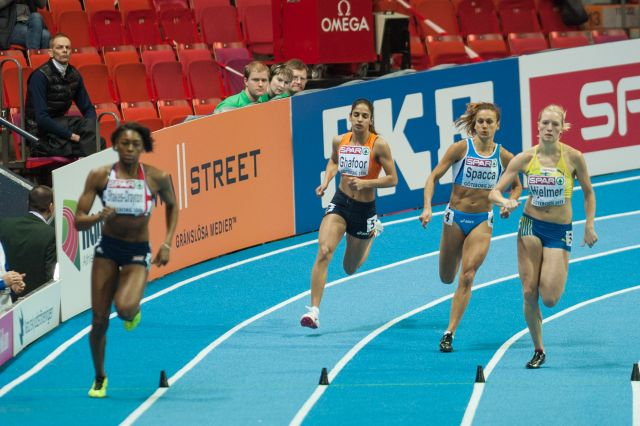
Perri Shakes-Drayton links und Moa Hjelmer rechts bei ihrem Vorlauf.

Teilnehmer aus deutschsprachigen Ländern:

Platz 8  Andreas Rapatz: In der Vorrunde mit 1:50,11 min ausgeschieden.

Platz 15  Nikolaus Franzmair: In der Vorrunde mit 1:51,10 min ausgeschieden.

### 1500 m
| Platz | Athlet                      | Land | Zeit (min) |
| ----- | --------------------------- | ---- | ---------- |
| 1     | Mahiedine Mekhissi-Benabbad | FRA  | 3:37,17    |
| 2     | İlham Tanui Özbilen         | TUR  | 3:37,22    |
| 3     | Simon Denissel              | FRA  | 3:37,70    |
| 4     | Marcin Lewandowski          | POL  | 3:39,19    |
| 5     | Arturo Casado               | ESP  | 3:39,36    |
| 6     | Hélio Gomes                 | POR  | 3:39,46    |
| 7     | Bartosz Nowicki             | POL  | 3:39,74    |
| 8     | David Bustos                | ESP  | 3:40,14    |
| 9     | Oleksandr Borysjuk          | UKR  | 3:42,15    |

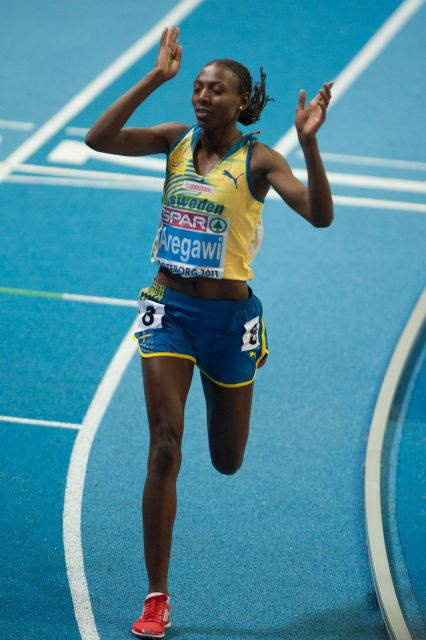
Abeba Aregawi

Teilnehmer aus deutschsprachigen Ländern:

Platz 10  Florian Orth: In der Vorrunde mit 3:43,57 ausgeschieden.

Platz 14  Andreas Vojta: In der Vorrunde mit 3:45.54 nach einem Sturz wenige Metern nach dem Start ausgeschieden.

### 3000 m

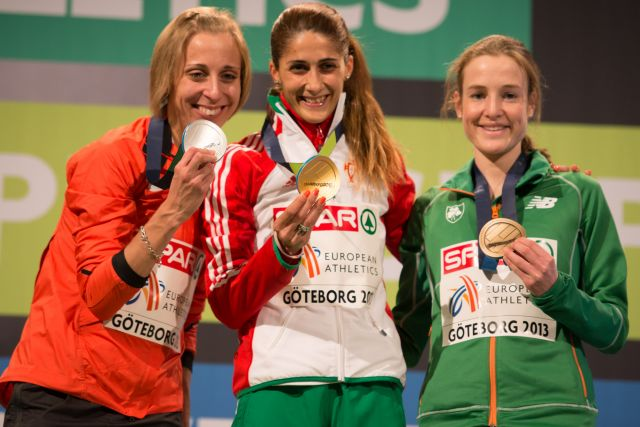
Corinna Harrer, Sara Moreira, Fionnuala Britton

| Platz | Athlet              | Land | Zeit (min) |
| ----- | ------------------- | ---- | ---------- |
| 1     | Hayle İbrahimov     | AZE  | 7:49,74    |
| 2     | Juan Carlos Higuero | ESP  | 7:50,26    |
| 3     | Ciarán Ó Lionáird   | IRL  | 7:50,40    |
| 4     | Yoann Kowal         | FRA  | 7:50,89    |
| 5     | Florian Carvalho    | FRA  | 7:53,23    |
| 6     | Halil Akkaş         | TUR  | 7:54,89    |
| 7     | Roberto Alaiz       | ESP  | 7:55,12    |
| 8     | Lander Tijtgat      | BEL  | 7:55,59    |
| 9     | Adil Bouafif        | SWE  | 7:59,81    |
| 10    | Polat Kemboi Arıkan | TUR  | 8:00,72    |
| 11    | Henrik Ingebrigtsen | NOR  | 8:02,42    |
| 12    | Andrey Safronov     | RUS  | 8:15,37    |

### 60 m Hürden
| Platz | Athlet                  | Land | Zeit (s) |
| ----- | ----------------------- | ---- | -------- |
| 1     | Sergei Schubenkow       | RUS  | 7,49     |
| 2     | Paolo Dal Molin         | ITA  | 7,51     |
| 3     | Pascal Martinot-Lagarde | FRA  | 7,53     |
| 4     | Balázs Baji             | UNG  | 7,56     |
| 5     | Erik Balnuweit          | GER  | 7,58     |
| 6     | Maxim Lynscha           | BLR  | 7,58     |
| 7     | Konstandinos Douvalidis | GRE  | 7,64     |
| 8     | Konstantin Schabanow    | RUS  | 7,66     |

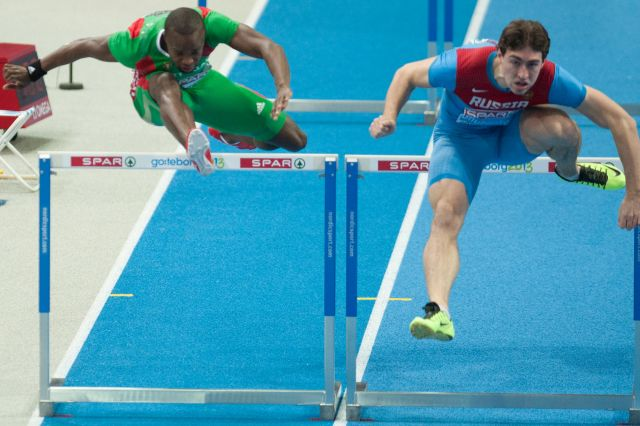
Rechts der Sieger Sergei Schubenkow.

Weitere Teilnehmer aus deutschsprachigen Ländern:

Platz 16  Matthias Bühler: Im Vorlauf mit 7,78 s ausgeschieden.

### 4 × 400 m Staffel
| Platz | Land | Athleten                                                                | Zeit (min) |
| ----- | ---- | ----------------------------------------------------------------------- | ---------- |
| 1     | GBR  | Michael Bingham Richard Buck Nigel Levine Richard Strachan              | 3:05,78    |
| 2     | RUS  | Pawel Trenichin Juri Trambowezki Konstantin Swetschkar Wladimir Krasnow | 3:06,96    |
| 3     | CZE  | Daniel Němeček Josef Prorok Petr Lichý Pavel Maslák                     | 3:07,64    |
| 4     | BEL  | Antoine Gillet Kevin Borlée Arnaud Ghislain Tim Rummens                 | 3:07,98    |
| 5     | SWE  | Felix Francois Nil de Oliveira Johan Wissman Dennis Forsman             | 3:09,42    |
|       | POL  | Michał Pietrzak Rafał Omelko Łukasz Domagała Grzegorz Sobiński          | DQ         |

Die britische Mannschaft war nach dem Lauf disqualifiziert worden. Ein Protest hob diese Disqualifikation wieder auf.

### Hochsprung
| Platz | Athlet                | Land | Höhe (m) |
| ----- | --------------------- | ---- | -------- |
| 1     | Sergei Mudrow         | RUS  | 2,35     |
| 2     | Alexei Dmitrik        | RUS  | 2,33     |
| 3     | Jaroslav Bába         | CZE  | 2,31     |
| 4     | Adónios Mastoras      | GRE  | 2,29     |
| 5     | Gianmarco Tamberi     | ITA  | 2,29     |
| 6     | Robbie Grabarz        | GBR  | 2,23     |
| 7     | Mickael Hanany        | FRA  | 2,23     |
| 8     | Dmytro Demjanjuk      | UKR  | 2,21     |
| 9     | Konstandinos Baniotis | GRE  | 2,19     |

Teilnehmer aus deutschsprachigen Ländern:

Platz 22  Matthias Haverney: In der Qualifikation mit 2,13 m ausgeschieden.

### Stabhochsprung
| Platz | Athlet                  | Land | Höhe (m) |
| ----- | ----------------------- | ---- | -------- |
| 1     | Renaud Lavillenie       | FRA  | 6,01     |
| 2     | Björn Otto              | GER  | 5,76     |
| 3     | Malte Mohr              | GER  | 5,76     |
| 4     | Konstandinos Filippidis | GRE  | 5,76     |
| 5     | Jan Kudlička            | CZE  | 5,71     |
| 6     | Steven Lewis            | GBR  | 5,71     |
| 7     | Robert Sobera           | POL  | 5,71     |
| 8     | Raphael Holzdeppe       | GER  | 5,61     |

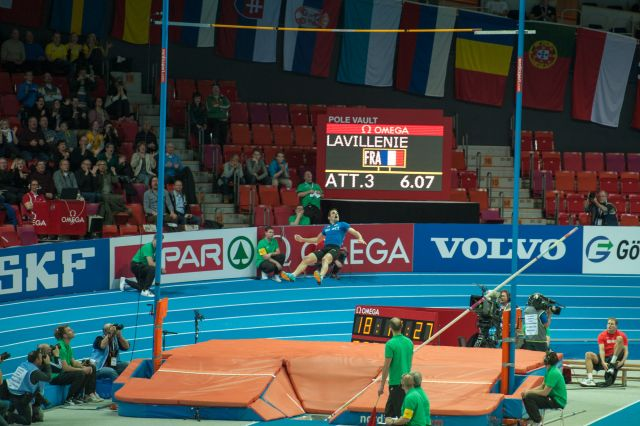
Renaud Lavillenie bei seinem 6,07-Meter-Sprung

Renaud Lavillenie übersprang als erster nach Bubka die Höhe von 6,07 Meter. Weil die Latte aber nicht mehr korrekt auf dem Auflieger lag, wurde der Sprung von den Kampfrichtern nicht anerkannt.

### Weitsprung
| Platz | Athlet           | Land | Weite (m) |
| ----- | ---------------- | ---- | --------- |
| 1     | Alexander Menkow | RUS  | 8,31      |
| 2     | Michel Tornéus   | SWE  | 8,29      |
| 3     | Christian Reif   | GER  | 8,07      |
| 4     | Eero Haapala     | FIN  | 8,05      |
| 5     | Louis Tsatoumas  | GRE  | 8,00      |
| 6     | Tommi Evilä      | FIN  | 7,96      |
| 7     | Chris Tomlinson  | GBR  | 7,95      |
| 8     | Elvijs Misāns    | LAT  | 7,68      |

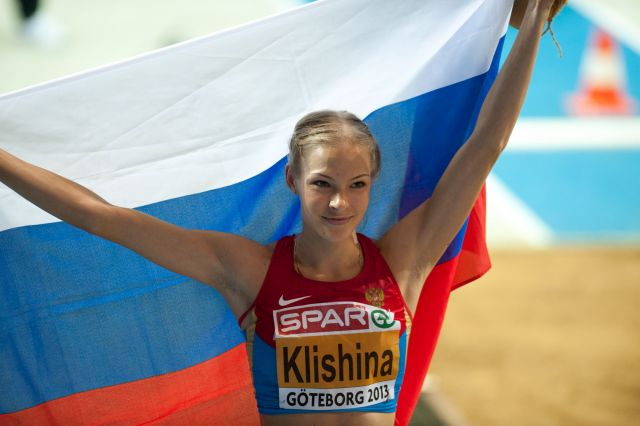
Die Siegerin Darja Klischina.

Weitere Teilnehmer aus deutschsprachigen Ländern:

9. Platz  Sebastian Bayer: In der Qualifikation mit 7,91 m ausgeschieden.

### Dreisprung

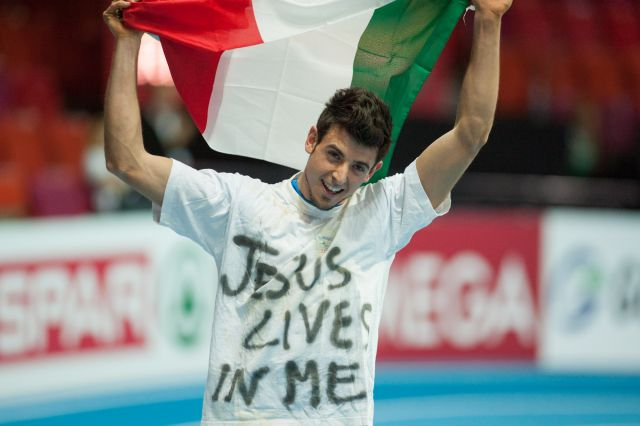
Daniele Greco lässt sich feiern.

| Platz | Athlet            | Land | Weite (m) |
| ----- | ----------------- | ---- | --------- |
| 1     | Daniele Greco     | ITA  | 17,70     |
| 2     | Ruslan Samitow    | RUS  | 17,30     |
| 3     | Alexei Fjodorow   | RUS  | 17,12     |
| 4     | Wiktor Kusnjezow  | UKR  | 17,02     |
| 5     | Harold Correa     | FRA  | 16,92     |
| 6     | Karl Taillepierre | FRA  | 16,72     |
| 7     | Zlatozar Atanasov | BUL  | 16,57     |
| 8     | Fabian Florant    | NED  | 16,55     |

### Kugelstoßen
| Platz | Athlet            | Land | Weite (m) |
| ----- | ----------------- | ---- | --------- |
| 1     | Asmir Kolašinac   | SER  | 20,62     |
| 2     | Hamza Alić        | BIH  | 20,34     |
| 3     | Ladislav Prášil   | CZE  | 20,29     |
| 4     | Ralf Bartels      | GER  | 20,16     |
| 5     | Marco Fortes      | POR  | 20,02     |
| 6     | Aleksandr Bulanov | RUS  | 19,70     |
| 7     | Marco Schmidt     | GER  | 19,63     |
| 8     | Niklas Arrhenius  | SWE  | 19,17     |

Weitere Teilnehmer aus deutschsprachigen Ländern:

Platz 20  Lukas Weißhaidinger: In der Vorrunde mit 18,38 m ausgeschieden.

### Siebenkampf

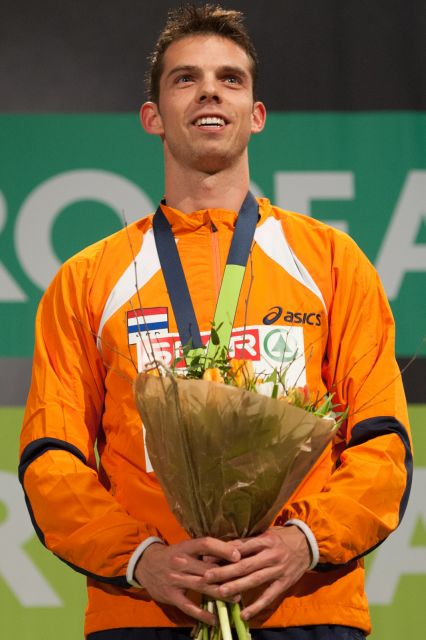
Eelco Sintnicolaas

| Platz | Athlet               | Land | Punkte |
| ----- | -------------------- | ---- | ------ |
| 1     | Eelco Sintnicolaas   | NED  | 6372   |
| 2     | Kevin Mayer          | FRA  | 6297   |
| 3     | Mihail Dudaš         | SRB  | 6099   |
| 4     | Adam Helcelet        | CZE  | 6095   |
| 5     | Ilja Schkurenjow     | RUS  | 6018   |
| 6     | Fabian Rosenquist    | SWE  | 5979   |
| 7     | Artjom Lukjanenko    | RUS  | 5953   |
| 8     | Pelle Rietveld       | NED  | 5906   |
| 9     | Kaarel Jõeväli       | EST  | 5841   |
| 10    | Tiago Marto          | POR  | 5680   |
| 11    | Dominik Distelberger | AUT  | 5623   |
| 12    | Jérémy Lelievre      | FRA  | 5112   |
| 13    | Petter Olson         | SWE  | 4933   |
| –     | Mikk Pahapill        | EST  | DNF    |
| –     | Attila Szabó         | HUN  | DNF    |

## Ergebnisse Frauen

### 60 m
| Platz | Athletin          | Land | Zeit (s) |
| ----- | ----------------- | ---- | -------- |
| 1     | Marija Rjemjen    | UKR  | 7,10     |
| 2     | Myriam Soumaré    | FRA  | 7,11     |
| 3     | Iwet Lalowa       | BUL  | 7,12     |
| 4     | Dafne Schippers   | NED  | 7,14     |
| 5     | Asha Philip       | GBR  | 7,15     |
| 6     | Ezinne Okparaebo  | NOR  | 7,16     |
| 7     | Verena Sailer     | GER  | 7,16     |
| –     | Tesdschan Naimowa | BUL  | DQ       |

Die Bulgarin Tesdschan Naimowa, die das Rennen in 7,10 s gewonnen hatte, wurde wegen Dopings der Titel aberkannt.
Weitere Teilnehmerinnen aus deutschsprachigen Ländern:
Platz 16  Tatjana Pinto: In der Vorrunde mit 7,41 s ausgeschieden.

Platz 20  Mujinga Kambundji: In der Vorrunde mit 7,42 s ausgeschieden.

### 400 m
| Platz | Athletin             | Land | Zeit (s) |
| ----- | -------------------- | ---- | -------- |
| 1     | Perri Shakes-Drayton | GBR  | 50,85    |
| 2     | Eilidh Child         | GBR  | 51,45    |
| 3     | Moa Hjelmer          | SWE  | 52,04    |
| 4     | Zuzana Hejnová       | CZE  | 52,12    |
| 5     | Denisa Rosolová      | CZE  | 52,71    |
| 6     | Shana Cox            | GBR  | 53,15    |

Teilnehmer aus deutschsprachigen Ländern:

Platz 17  Léa Sprunger: In der Vorrunde mit 54,45 s ausgeschieden.

### 800 m
| Platz | Athletin           | Land | Zeit (min) |
| ----- | ------------------ | ---- | ---------- |
| 1     | Natalija Lupu      | UKR  | 2:00,26    |
| 2     | Jelena Kotulskaja  | RUS  | 2:00,98    |
| 3     | Maryna Arsamassawa | BLR  | 2:01,21    |
| 4     | Jennifer Meadows   | GBR  | 2:01,51    |
| 5     | Olha Ljachowa      | UKR  | 2:02,12    |
| 6     | Ciara Everard      | IRL  | 2:02,55    |

Teilnehmer aus deutschsprachigen Ländern:

Platz 4 (im Halbfinallauf)  Selina Büchel: Im Halbfinale mit 2:01,64 min ausgeschieden.

### 1500 m
| Platz | Athletin               | Land | Zeit (min) |
| ----- | ---------------------- | ---- | ---------- |
| 1     | Abeba Aregawi          | SWE  | 4:04,47    |
| 2     | Isabel Macías          | ESP  | 4:14,19    |
| 3     | Katarzyna Broniatowska | POL  | 4:14,30    |
| 4     | Natallja Karejwa       | BLR  | 4:15,15    |
| 5     | Svetlana Podosevova    | RUS  | 4:16,32    |
| 6     | Jelena Sobolewa        | RUS  | 4:16,50    |
| 7     | Giulia Viola           | ITA  | 4:16,83    |
| 8     | Laura Muir             | GBR  | 4:18,39    |
| 9     | Natalia Rodríguez      | ESP  | DNS        |

Teilnehmer aus deutschsprachigen Ländern:

Platz 16  Diana Sujew: In der Qualifikation mit 4:17,27 min ausgeschieden.

Platz 18  Elina Sujew: In der Qualifikation mit 4:17,81 min ausgeschieden.

### 3000 m
| Platz | Athletin             | Land | Zeit (min) |
| ----- | -------------------- | ---- | ---------- |
| 1     | Sara Moreira         | POR  | 8:58,50    |
| 2     | Corinna Harrer       | GER  | 9:00,50    |
| 3     | Fionnuala Britton    | IRL  | 9:00,54    |
| 4     | Jelena Korobkina     | RUS  | 9:00,59    |
| 5     | Almensch Belete      | BEL  | 9:03,89    |
| 6     | Lauren Howarth       | GBR  | 9:04,04    |
| 7     | Christine Bardelle   | FRA  | 9:08,62    |
| 8     | Poļina Jeļizarova    | LAT  | 9:09.86    |
| 9     | Roxana Bârcă         | ROU  | 9:10,51    |
| 10    | Dudu Karakaya        | TUR  | 9:15,07    |
| 11    | Ancuța Bobocel       | ROU  | 9:18,37    |
| 12    | Natalya Aristarkhova | RUS  | 9:23.28    |

### 60 m Hürden
| Platz            | Athletin          | Land | Zeit (s) |
| ---------------- | ----------------- | ---- | -------- |
| 1                | Alina Talaj       | BLR  | 7,94     |
| 2                | Veronica Borsi    | ITA  | 7,94     |
| 3                | Derval O’Rourke   | IRL  | 7,95     |
| 4                | Eline Berings     | BEL  | 8,08     |
| 5                | Micol Cattaneo    | ITA  | 8,11     |
| 6                | Nooralotta Neziri | FIN  | 8,19     |
|                  | Nevin Yanit       | TUR  | DOP      |
| Julija Kondakowa | RUS               | DOP  |          |

Teilnehmer aus deutschsprachigen Ländern:

Platz 11  Nadine Hildebrand: Im Halbfinale mit 8,11 s ausgeschieden.

Platz 18  Noemi Zbären: Im Vorlauf mit 8,21 s ausgeschieden.
Der ursprünglichen Siegerin Nevin Yanit aus der Türkei wurde die Goldmedaille nachträglich wegen eines Dopingverstoßes aberkannt. Auch das Resultat der Russin Julija Kondakowa wurde 2018 nachträglich wegen eines Dopingverstoßes annulliert.

### 4 × 400 m Staffel
| Platz | Land | Athletin                                                                | Zeit (min) |
| ----- | ---- | ----------------------------------------------------------------------- | ---------- |
| 1     | GBR  | Eilidh Child Shana Cox Christine Ohuruogu Perri Shakes-Drayton          | 3:27,56    |
| 2     | RUS  | Olga Towarnowa Tatjana Weschkurowa Nadeschda Kotljarowa Xenija Sadorina | 3:28,18    |
| 3     | CZE  | Denisa Rosolová Jitka Bartoničková Lenka Masná Zuzana Hejnová           | 3:28,49    |
| 4     | FRA  | Myriam Soumaré Muriel Hurtis Phara Anacharsis Marie Gayot               | 3:28,71    |
| 5     | UKR  | Julija Krasnoschtschok Olha Bibik Xenija Barandjuk Olha Semljak         | 3:34,61    |
| 6     | SWE  | Josefin Magnusson Moa Hjelmer Frida Persson Elin Moraiti                | 3:36,17    |

### Hochsprung
| Platz | Athletin                | Land | Höhe (m) |
| ----- | ----------------------- | ---- | -------- |
| 1     | Ruth Beitia             | ESP  | 1,99     |
| 2     | Ebba Jungmark           | SWE  | 1,96     |
| 3     | Emma Green Tregaro      | SWE  | 1,96     |
| 4     | Anna Iljuštšenko        | EST  | 1,92     |
| 5     | Alessia Trost           | ITA  | 1,92     |
| 6     | Wenelina Wenewa-Mateewa | BUL  | 1,92     |
| 7     | Mirela Demirewa         | BUL  | 1,87     |
| 8     | Tia Hellebaut           | BEL  | 1,87     |

### Stabhochsprung
| Platz | Athletin                | Land | Höhe (m) |
| ----- | ----------------------- | ---- | -------- |
| 1     | Holly Bleasdale         | GBR  | 4,67     |
| 2     | Anna Rogowska           | POL  | 4.67     |
| 3     | Anschelika Sidorowa     | RUS  | 4,62     |
| 4     | Jiřina Svobodová        | CZE  | 4,62     |
| 5     | Anastassija Sawtschenko | RUS  | 4,37     |
| 5     | Angelina Schuk-Krasnowa | RUS  | 4,37     |
| 7     | Kristina Gadschiew      | GER  | 4,37     |
| 8     | Katharina Bauer         | GER  | 4,22     |

### Weitsprung
| Platz | Athletin             | Land | Weite (m) |
| ----- | -------------------- | ---- | --------- |
| 1     | Darja Klischina      | RUS  | 7,01      |
| 2     | Éloyse Lesueur       | FRA  | 6,90      |
| 3     | Erica Jarder         | SWE  | 6,71      |
| 4     | Shara Proctor        | GBR  | 6,69      |
| 5     | Ivana Španović       | SER  | 6,68      |
| 6     | Olga Kutscherenko    | RUS  | 6,62      |
| 7     | Cornelia Deiac       | ROU  | 6,52      |
| 8     | Anastassija Mochnjuk | UKR  | 6,46      |

Teilnehmer aus deutschsprachigen Ländern:

Platz 14  Melanie Bauschke: In der Qualifikation mit 6,19 m ausgeschieden.

Platz 16  Stefanie Voss: In der Qualifikation mit 6,19 m ausgeschieden.

### Dreisprung
| Platz | Athletin          | Land | Weite (m) |
| ----- | ----------------- | ---- | --------- |
| 1     | Olha Saladucha    | UKR  | 14,88     |
| 2     | Irina Gumenjuk    | RUS  | 14,30     |
| 3     | Simona La Mantia  | ITA  | 14,26     |
| 4     | Veronika Mosina   | RUS  | 14,21     |
| 5     | Patricia Sarrapio | ESP  | 14,07     |
| 6     | Yamilé Aldama     | GBR  | 13,95     |
| 7     | Jenny Elbe        | GER  | 13,81     |
| 8     | Patrícia Mamona   | POR  | 13,72     |

### Kugelstoßen
| Platz | Athletin            | Land | Weite (m) |
| ----- | ------------------- | ---- | --------- |
| 1     | Christina Schwanitz | GER  | 19,25     |
| 2     | Alena Kopez         | BLR  | 18,85     |
| 3     | Chiara Rosa         | ITA  | 18,37     |
| 4     | Irina Tarassowa     | RUS  | 18,31     |
| 5     | Josephine Terlecki  | GER  | 18,17     |
| 6     | Anca Heltne         | ROU  | 17,64     |
| 7     | Úrsula Ruiz         | ESP  | 17,22     |
| –     | Jewgenija Kolodko   | RUS  | DSQ       |

Weitere Teilnehmer aus deutschsprachigen Ländern:

Platz 11  Shanice Craft: In der Qualifikation mit 17,30 m ausgeschieden.
Die ehemals zweitplatzierte Jewgenija Kolodko wurde im April 2017 wegen Dopings disqualifiziert.

### Fünfkampf
| Platz | Athletin                   | Land | Punkte |
| ----- | -------------------------- | ---- | ------ |
| 1     | Antoinette Nana Djimou Ida | FRA  | 4666   |
| 2     | Jana Maksimawa             | BLR  | 4658   |
| 3     | Hanna Melnytschenko        | UKR  | 4604   |
| 4     | Remona Fransen             | NED  | 4571   |
| 5     | Sofia Linde                | SWE  | 4531   |
| 6     | Nafissatou Thiam           | BEL  | 4493   |
| 7     | Julia Mächtig              | GER  | 4463   |
| 8     | Alina Fjodorowa            | UKR  | 4420   |
| 9     | Ellinore Hallin            | SWE  | 4372   |
| 10    | Laura Ikauniece            | LAT  | 4224   |
| 11    | Kazjaryna Nezwjatajewa     | BLR  | 4092   |
| 12    | Nadine Broersen            | NED  | 3707   |
| 13    | Beatrice Puiu              | ROU  | 3561   |
| –     | Jekaterina Bolschowa       | RUS  | DNF    |
| –     | Ellen Sprunger             | SUI  | DNF    |